# LiveScript
LiveScript powstał w listopadzie 1995 roku przez firmę Netscape.
Początkowo język miał służyć do administrowania serwerami, a także do wykorzystania na stronach HTML. Założeniem było aby skrypt mógł sprawdzać poprawność danych itp. przed wysłaniem ich na serwer.
W grudniu 1995 r. LiveScript przemianowano na JavaScript i pod tą nazwą funkcjonuje do dziś.